# DataStax
DataStax er en database der fremstilles af selskabet DataStax, Inc. Virksomheden distribuerer og understøtter en kommerciel version af Apache Cassandra, et Apache open source-projekt. Cassandra er et NoSQL-databasestyringssystem. DataStax' forretningsmodel er centreret omkring salget af en kommerciel version  af Cassandra, der har integreret yderligere værktøjer.
Virksomheden er grundlagt af Jonathan Ellis og Matt Pfeil. Ifølge DataStax har firmaet 400 kunder i 43 lande, og 25 % af Fortune 100-virksomhederne bruger Apache Cassandra. Blandt kunderne er Netflix, eBay, Adobe, Intuit, Allied Payment Networks og Healthcare Anytime.
DataStax har to hovedprodukter: DataStax Enterprise og DataStax OpsCenter. DataStax Enterprise er firmaets certificerede version af Cassandra. OpsCenter giver databasebrugere (administratorer, udviklere osv.) et dashboard, så de kan overvåge og styre deres databasegrupper.
Firmaet har hovedkvarter fra San Mateo i USA og en afdeling i Austin, Texas samt et kontor i det vestlige London, som betjener Europa, Mellemøsten og Afrika.
| Firma | Spire Denne artikel om et firma eller en virksomhed i USA er en spire som bør udbygges. Du er velkommen til at hjælpe Wikipedia ved at udvide den. |